# 长距瓜叶乌头
长距瓜叶乌头（学名：[Aconitum hemsleyanum var. elongatum] 错误：{{Lang}}：文本有斜体标记（帮助））为毛茛科乌头属下的一个变种。

## 扩展阅读
- 維基物種上的相關：长距瓜叶乌头